# Max Ebong
Afrid Max Ebong Ngome, conhecido por Max Ebong - em bielorrusso, Макс Эбонг e, em russo, Макс Эбонг (Vitebsk, 26 de agosto de 1999), é um futebolista bielorrusso que atua como meio-campista. Atualmente joga no Astana.

## Carreira
Embora tivesse jogado em times de sua cidade, Ebong profissionalizou-se no Shakhtyor Salihorsk, onde veio em 2016 para atuar nas categorias de base. Em 2018, foi promovido ao elenco principal dos Mineiros e fez parte do time que venceu a Copa da Bielorrússia de 2018–19.

## Seleção Bielorrussa
Filho de um estudante de medicina camaronês (que não mantém nenhum contato com Ebong) e de uma bielorrussa, optou em jogar pela seleção da ex-república soviética em 2019 (desde 2018, atua pelo time Sub-21). Sua estreia foi num amistoso contra o País de Gales, que terminou em vitória dos britânicos por 1 a 0, tornando-se o primeiro jogador de origem africana a defender a equipe principal da Bielorrússia - em 2009 e 2011, o zagueiro Terentiy Lutsevich (nascido em Camarões) atuou em 2 jogos pelas seleções de base do país.

#### Gols pela seleção
Gols e resultados listam primeiro o número de gols da Bielorrússia.
| Nº | Data             | Local                                     | Adversário | Gol | Resultado | Competição                                                 |
| -- | ---------------- | ----------------------------------------- | ---------- | --- | --------- | ---------------------------------------------------------- |
| 1. | 15 Novembro 2020 | Estádio Dínamo de Minsk, Minsk, Belarus   | Lituânia   | 2–0 | 2–0       | Liga das Nações da UEFA C de 2020–21                       |
| 2. | 18 Novembro 2020 | Arena Kombëtare, Tirana, Albânia          | Albânia    | 2–3 | 2–3       | Liga das Nações da UEFA C de 2020–21                       |
| 3. | 16 Junho 2023    | Szusza Ferenc Stadion, Budapeste, Hungria | Israel     | 1–0 | 1–2       | Qualificações para o Campeonato Europeu de Futebol de 2024 |
| 4. | 19 Junho 2023    | Szusza Ferenc Stadion, Budapeste, Hungria | Kosovo     | 2–0 | 2–1       | Qualificações para o Campeonato Europeu de Futebol de 2024 |
| 5. | 15 Outubro 2023  | Kybunpark, St. Gallen, Suíça              | Suíça      | 1–1 | 3–3       | Qualificações para o Campeonato Europeu de Futebol de 2024 |

## Títulos
Shakhtyor Salihorsk
- Copa da Bielorrússia: 1 (2018–19)